# Hervormde Kerk (Ursem)
Hervormde Kerk is een kerk gelegen aan het Kerkpad 4 in het Noord-Hollandse Ursem. De zaalkerk met lisenen en rondboogvensters is ontworpen door hoofdingenieur van de Waterstaat Etienne de Kruijff en werd gebouwd van 1846-1847. Boven de voorgevel bevindt zich een houten klokkentoren. Het mechanisch torenuurwerk van Eijsbouts stamt uit circa 1920. 
In de kerk staat een eenklaviers orgel uit 1894 gemaakt door orgelbouwer Michaël Maarschalkerweerd. De preekstoel stamt uit de bouwtijd staat bij een 17e-eeuws balusterdoophek en doopboog.
Sinds 1979 staat de kerk als rijksmonument ingeschreven in het monumentenregister.
In de kerk vinden ook exposities plaats.

## Foto's

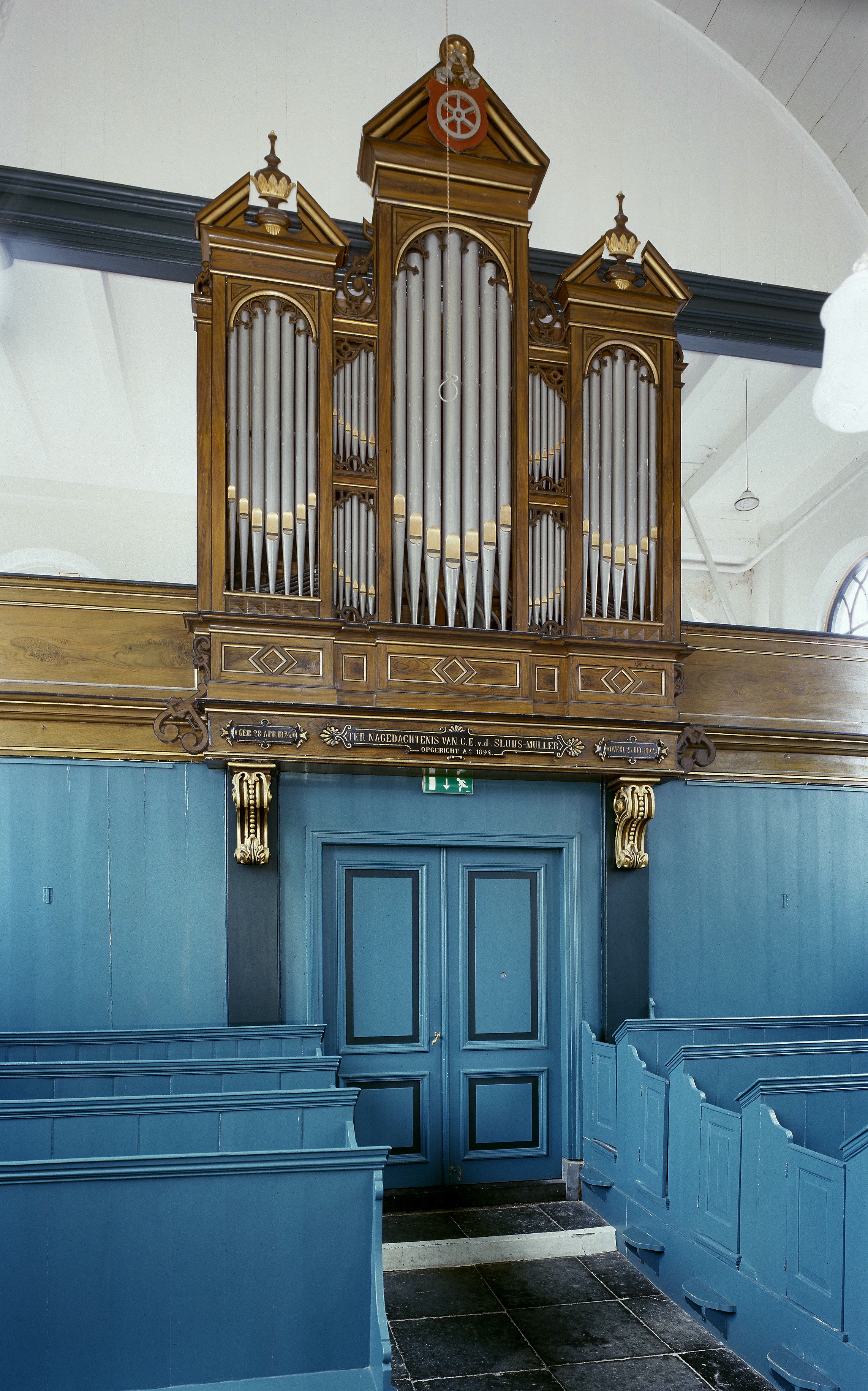
Orgel
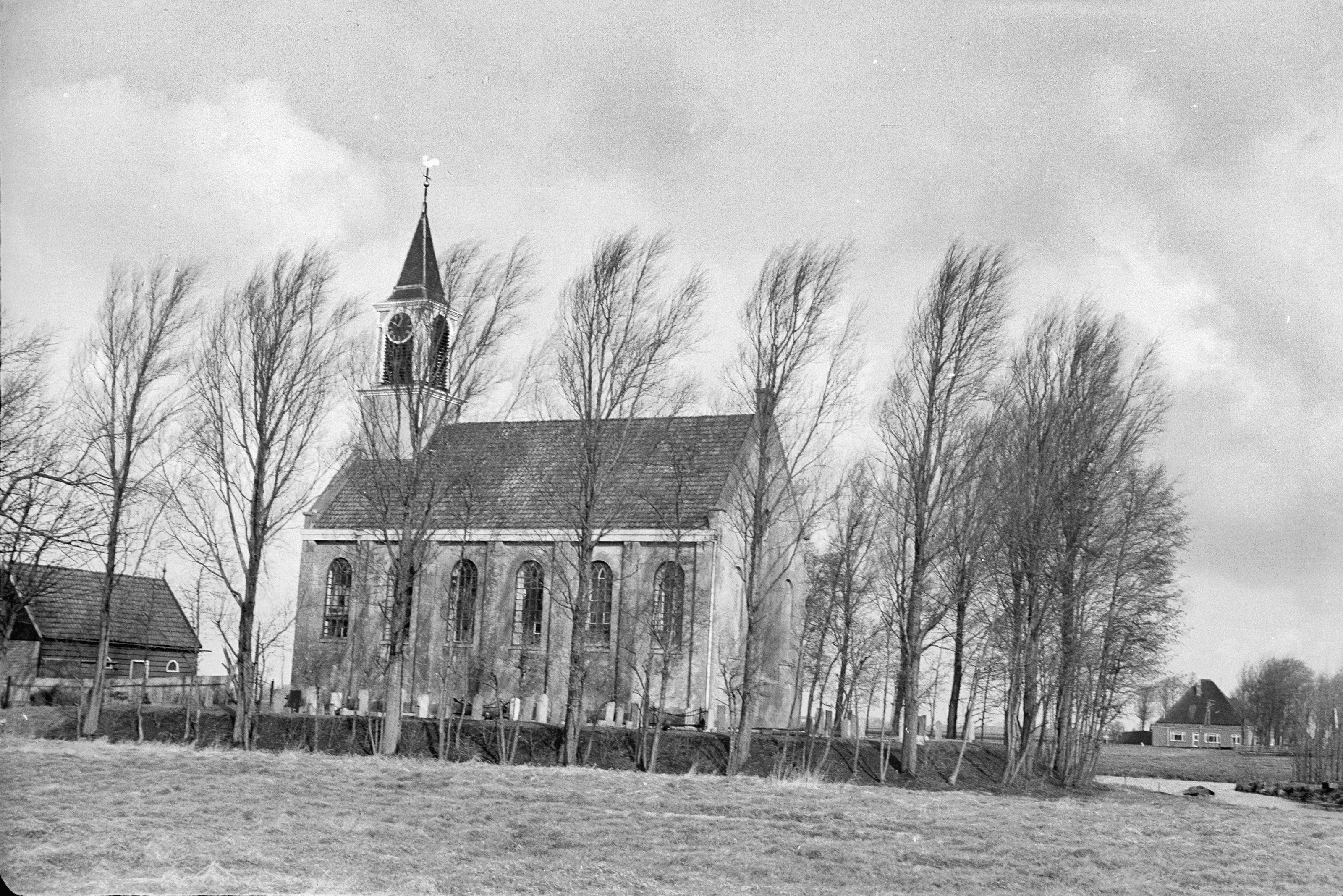
Zijaanzicht van de kerk in 1968